# Tatort: Rechnung ohne Wirt
Rechnung ohne Wirt ist ein Fernsehfilm aus der Fernseh-Kriminalreihe Tatort der ARD und des ORF. Der Film wurde vom WDR produziert und am 9. Dezember 1984 erstmals gesendet. Es ist die 164. Folge der Tatort-Reihe und für die Kriminalhauptkommissare Horst Schimanski (Götz George) und Christian Thanner (Eberhard Feik) ihr neunter Fall. Anlässlich des 40. Sendejubiläums des Duisburger Tatorts strahlte der WDR am 27. Oktober 2020 eine in HD abgetastete und digital restaurierte Folge aus.

## Handlung
Als Kriminalhauptkommissar Schimanski gerade sein asiatisches Adoptivkind (aus der Folge Kuscheltiere) von der Ziehmutter abholt, wird er von seinem Kollegen Thanner zu einem Tatort gerufen. Der Boxer Bubi Kantmeier wurde auf offener Straße angeschossen, bekam durch die Aufregung einen Herzinfarkt und starb. Zusätzlich gab es einen Unfall zwischen einem Mann und einer Frau, die sich aber nicht gerade als hilfreiche Zeugen erweisen.
In Kantmeiers Notizbuch findet sich der Name von Schimanskis Freund, dem italienischen Restaurantbesitzer Guido Tessari, der erst nach einem Hinweis von Thanner an Schimanski letzterem gegenüber zugibt, Kantmeier gekannt zu haben. Schimanski wird Zeuge eines Anschlags auf Guidos Restaurant, der ihm erzählt, dass er sich weigere, Schutzgeld zu zahlen, so wie seine Landsleute in Duisburg es tun. Später wird Guido sogar von Schlägern überfallen, wobei Schimanski ihn vor weiterem Schaden bewahrt. Als die beiden Schläger Guido in dessen Wohnung auflauern, werden sie von Schimanski und Tessari überwältigt. Guido schlägt Schimanski vor, die beiden für einen Tag irgendwo zu verstecken, weil er sich dadurch bei deren Boss den Vorteil sichern will, nicht mehr bedroht zu werden. Sie verstecken sie bei einem Freund, der illegales Glücksspiel betreibt.
Nachdem Guido mit dem Unterhändler Sattmann einen Vertrag geschlossen hat, lassen sie die Schläger bei strömendem Regen wieder frei. Unglücklicherweise findet Thanner sie zusammen mit dem neuen Kriminaloberrat Wolf an einem Taxistand. Guido eröffnet Schimanski, bald heiraten zu wollen. Am nächsten Morgen erfährt Schimanski von der Verhaftung der Verdächtigen und versucht verzweifelt Guido zu finden, der aber verschwunden scheint. Der Kommissar versucht seinen Vorgesetzten Wolf abzulenken und gleichzeitig an Informationen über die beiden Verhafteten zu gelangen. Thanner sucht in der Zwischenzeit erneut Kantmeiers Freundin Susi Steuben auf, die bei der ersten Begegnung sehr abweisend auf ihn wirkte, und erzählt ihr von einem Italiener, dessen Beschreibung auf Guido passt. Schimanski begibt sich zu der Adresse, die er aus den Akten entnehmen konnte, und trifft dort auf Sattmann, der im Glauben ist, Schimanski arbeite mit Guido zusammen, was der Ermittler energisch abstreitet. Der Restaurantbesitzer am Tatort beichtet Thanner, dass Kantmeier zusammen mit Guido die Schutzgeldgeschäfte übernehmen wollte, da er von den beiden aufgefordert worden sei, das Schutzgeld nun an sie zu zahlen. Guido taucht wieder auf und Schimanski erklärt ihm, dass sich seine Situation verschlechtert habe. Wolf muss die beiden Mafiosi wegen fehlender Rechtsgrundlage aus der Haft entlassen.
Schimanski und Thanner entschließen sich, Guido zu beschatten, um den nächsten Schritt des Clan-Bosses abzuwarten. Als Guido sein Lokal abschließt, tauchen die beiden Schläger auf und versuchen ihn zu überfahren. Dank Schimanski wird er nur leicht verletzt, aber zusammen mit den anderen verhaftet. Die Schläger werden von den Tatortzeugen bei einer Gegenüberstellung als Täter identifiziert.

## Hintergrund und Produktionsnotizen
- Vorläufige Arbeitstitel für diese Folge waren Würstel con Kraut sowie Und willst du nicht mein Bruder sein.
- Guido Gagliardi spielte bereits 1980 an der Seite von Marius Müller-Westernhagen in Theo gegen den Rest der Welt. Seinen Durchbruch hatte er aber erst in der ARD-Serie Lindenstraße, in der er die Rolle des Enrico Pavarotti von 1988 bis zu seinem Tod 1996 spielte.
- Diese Tatort-Folge war nach Das Mädchen auf der Treppe und Miriam die dritte Zusammenarbeit des Regisseurs Peter Adam mit dem Duisburg-Team. Eine letzte Zusammenarbeit dieses Teams in der Reihe Tatort folgte mit Das Haus im Wald.[2]
- Das Titellied dieser Folge heißt Mari und wurde von Toni Miccoli interpretiert.
- Leonard Lansink tritt in dieser Folge zum ersten Mal im Fernsehen auf.[3]

Gedreht wurde in Duisburg und Umgebung sowie in den Bavaria Filmstudios Geiselgasteig in München. Die Dreharbeiten dauerten vom 29. August bis zum 30. September 1983.

### Quote und DVD
Diese Tatort-Folge erreichte bei ihrer Erstsendung 15,47 Mio. Zuschauer, was einem Marktanteil von 40,00 % entspricht.
Rechnung ohne Wirt ist als DVD enthalten in der „Tatort: Schimanski Box, Vol. 3“; in der Box befinden sich die weiteren Folgen Grenzgänger und Der Tausch. Herausgeber der Box ist Touchstone, Erscheinungstermin war der 19. Mai 2011. Die Folge ist auch in der „Schimanski-Komplettbox, Teil 1“ (14 Discs) mit den ersten 14 Folgen, ebenfalls von Touchstone, Erscheinungstermin 26. Januar 2012, enthalten.

## Kritik
TV Spielfilm vergab vier von fünf Sternen, schrieb: „Ganz Raubein: George pöbelt sich mit Ganzkörpereinsatz durch den Pott“ und resümierte: „Als Schimmi noch die Nummer 1 war …“.
Rainer Tittelbach von Tittelbach.tv meinte, dass es sich „um einen schön schmuddeligen Ruhrpottkrimi“ handele, „der dem rüden Schimanski-Image alle Ehre mache.“